# Arcidiocesi di Mobile
L'arcidiocesi di Mobile (in latino Archidioecesis Mobiliensis) è una sede metropolitana della Chiesa cattolica negli Stati Uniti d'America. Nel 2023 contava 107.870 battezzati su 1.852.080 abitanti. La sede è vacante, in attesa che l'arcivescovo eletto Mark Steven Rivituso ne prenda possesso.

## Territorio
L'arcidiocesi comprende ventotto contee nella parte meridionale dell'Alabama, negli Stati Uniti d'America: Autauga, Baldwin, Barbour, Bullock, Butler, Choctaw, Clarke, Coffee, Conecuh, Covington, Crenshaw, Dale, Dallas, Elmore, Escambia, Geneva, Henry, Houston, Lee, Lowndes, Macon, Mobile, Monroe, Montgomery, Pike, Russell, Washington e Wilcox.
Sede arcivescovile è la città di Mobile, dove si trova la cattedrale dell'Immacolata Concezione (Immaculate Conception).
Il territorio si estende su 59.941 km² ed è suddiviso in 76 parrocchie.

### Provincia ecclesiastica
La provincia ecclesiastica di Mobile, istituita nel 1980, si estende sugli Stati americani del Mississippi e dell'Alabama e comprende le seguenti suffraganee:
- diocesi di Biloxi,
- diocesi di Birmingham,
- diocesi di Jackson.

## Storia
Il vicariato apostolico dell'Alabama e delle Floride fu eretto il 26 agosto 1825, ricavandone il territorio dalla diocesi della Louisiana e delle due Floride (oggi arcidiocesi di New Orleans).
Il 15 maggio 1829 per effetto del breve Inter multiplices di papa Pio VIII il vicariato apostolico fu elevato a diocesi e assunse il nome di diocesi di Mobile. Originariamente era suffraganea dell'arcidiocesi di Baltimora.
Il 18 giugno 1834, con la bolla Benedictus Deus, papa Gregorio XVI confermò il territorio di giurisdizione dei vescovi di Mobile, che comprendeva l'Alabama e la Florida.
Il 19 luglio 1850 cedette la maggior parte della Florida a vantaggio dell'erezione della diocesi di Savannah e lo stesso giorno entrò a far parte della provincia ecclesiastica dell'arcidiocesi di New Orleans.
Il 30 aprile 1954 in forza del decreto Urbs Birminghamia della Sacra Congregazione Concistoriale fu eretta la concattedrale di Birmingham e assunse il nome di diocesi di Mobile-Birmingham.
Il 2 marzo 1968 cedette le contee di Bay, Calhoun, Escambia, Gulf, Holmes, Jackson, Okaloosa, Santa Rosa, Walton e Washington, nella parte occidentale della Florida, alla diocesi di Saint Augustine.
Il 28 giugno 1969 la diocesi si divise, dando origine alla diocesi di Mobile e alla diocesi di Birmingham.
Il 29 luglio 1980 la diocesi di Mobile è stata elevata al rango di arcidiocesi metropolitana con la bolla Sacrorum Antistites di papa Giovanni Paolo II.

## Cronotassi dei vescovi
Si omettono i periodi di sede vacante non superiori ai 2 anni o non storicamente accertati.
- Michael Portier † (26 agosto 1825 - 14 maggio 1859 deceduto)
- John Quinlan † (26 settembre 1859 - 9 marzo 1883 deceduto)
- Dominic Manucy † (18 gennaio 1884 - 27 settembre 1884 dimesso[2])
- Jeremiah O'Sullivan † (16 giugno 1885 - 10 agosto 1896 deceduto)
- Edward Patrick Allen † (19 aprile 1897 - 21 ottobre 1926 deceduto)
- Thomas Joseph Toolen † (28 febbraio 1927 - 29 settembre 1969 ritirato[3])
- John Lawrence May † (29 settembre 1969 - 24 gennaio 1980 nominato arcivescovo di Saint Louis)
- Oscar Hugh Lipscomb † (29 luglio 1980 - 2 aprile 2008 ritirato)
- Thomas John Rodi (2 aprile 2008 - 1º luglio 2025 ritirato)
- Mark Steven Rivituso, dal 1º luglio 2025

## Statistiche
L'arcidiocesi nel 2023 su una popolazione di 1.852.080 persone contava 107.870 battezzati, corrispondenti al 5,8% del totale.
| anno | popolazione | popolazione | popolazione | presbiteri | presbiteri | presbiteri | presbiteri                | diaconi | religiosi | religiosi | parrocchie |
| anno | battezzati  | totale      | %           | numero     | secolari   | regolari   | battezzati per presbitero | diaconi | uomini    | donne     | parrocchie |
| ---- | ----------- | ----------- | ----------- | ---------- | ---------- | ---------- | ------------------------- | ------- | --------- | --------- | ---------- |
| 1950 | 70.739      | 3.048.891   | 2,3         | 302        | 124        | 178        | 234                       |         | 192       | 630       | 101        |
| 1966 | 131.864     | 4.402.371   | 3,0         | 414        | 198        | 216        | 318                       |         | 340       | 829       | 141        |
| 1970 | 42.518      | 1.229.131   | 3,5         | 153        | 70         | 83         | 277                       |         | 114       | 359       | 66         |
| 1976 | 48.353      | 1.229.131   | 3,9         | 169        | 78         | 91         | 286                       |         | 117       | 286       | 71         |
| 1980 | 54.839      | 1.370.000   | 4,0         | 162        | 84         | 78         | 338                       | 15      | 118       | 273       | 73         |
| 1990 | 66.119      | 1.526.100   | 4,3         | 146        | 89         | 57         | 452                       | 22      | 70        | 243       | 93         |
| 1999 | 66.013      | 1.452.506   | 4,5         | 147        | 107        | 40         | 449                       | 41      | 16        | 201       | 76         |
| 2000 | 69.214      | 1.452.508   | 4,8         | 126        | 82         | 44         | 549                       | 39      | 56        | 196       | 83         |
| 2001 | 66.325      | 1.600.020   | 4,1         | 139        | 98         | 41         | 477                       | 37      | 53        | 181       | 76         |
| 2002 | 68.582      | 1.640.683   | 4,2         | 130        | 95         | 35         | 527                       | 37      | 46        | 179       | 76         |
| 2003 | 64.821      | 1.640.683   | 4,0         | 131        | 97         | 34         | 494                       | 63      | 46        | 170       | 76         |
| 2004 | 65.588      | 1.652.398   | 4,0         | 133        | 101        | 32         | 493                       | 61      | 42        | 156       | 76         |
| 2013 | 67.488      | 1.772.873   | 3,8         | 119        | 88         | 31         | 567                       | 49      | 41        | 107       | 76         |
| 2016 | 77.679      | 1.793.639   | 4,3         | 118        | 85         | 33         | 658                       | 63      | 40        | 95        | 75         |
| 2019 | 87.912      | 1.801.274   | 4,9         | 110        | 81         | 29         | 799                       | 66      | 36        | 93        | 76         |
| 2021 | 86.697      | 1.808.886   | 4,8         | 100        | 77         | 23         | 866                       | 65      | 28        | 88        | 76         |
| 2023 | 107.870     | 1.852.080   | 5,8         | 102        | 83         | 19         | 1.057                     | 71      | 23        | 89        | 76         |